# M6 (cacciacarri)
Il 37 mm Gun Motor Carriage M6 fu un cacciacarri americano ruotato, durante la Seconda guerra mondiale.

## Sviluppo
Nel febbraio del 1942 fu ufficializzato il suo nome e tra aprile e ottobre furono prodotti 5380 esemplari di questo cacciacarri, per un costo unitario di 4265 $.
La dottrina americana prevedeva che i cacciacarri attaccassero i carri nemici, mentre i carri armati venivano usati per dare supporto alla fanteria. L'M6 ebbe un limitato uso durante la campagna di Tunisia nel tardo 1942 inizio 1943. Il problema principale di tale mezzo era dovuto al fatto che non offriva una sufficiente protezione anticarro. Anche nelle operazioni del Pacifico questo mezzo non fu molto utilizzato. Nel settembre del 1943 data la disponibilità di nuovi cacciacarri, fu iniziato a essere messo da parte, fino a che nel gennaio 1945 fu dichiarato obsoleto.

## Descrizione
Il cacciacarri era basato sul Dodge WC, un mezzo di 3,3 tonnellate circa, con 4 ruote motrici e spinto da un motore dodge WC-55. Nel retro aveva montato un cannone 37 mm Gun M3. Questo poteva sparare proiettili AP M74 Shot, APC M51 e HE (High Explosive) M63.
L'equipaggio era dotato di armamento personale.